# Playa Grande (Guatemala)
Playa Grande és el centre administratiu del municipi guatemalenc d'Ixcán, al departament del Quiché. La seva festa major se celebra del 15 al 17 de maig. Playa Grande disposa d'un aeroport, l'aeroport de Playa Grande, i el seu codi de l'Associació del Transport Aeri és PKJ.
Les llengües natives maies que es parlen a la zona inclouen, entre d'altres, l'uspantek i el q'eqchi', tot i que el castellà també hi és comú.
La presa hidroelèctrica de Xalalá és una proposta polèmica de projecte de desenvolupament a Ixcán que inundaria el 31,8 km2 i desplaçaria dotze comunitats q'eqchi's. La Comissió Organitzadora de la Consulta Comunitària de Bona Fe s'oposa a la presa i reclama que l'Institut Nacional d'Electrificació (INDE) completi les consultes amb els pobles indígenes locals d'acord amb el Conveni núm. 169 de l'Organització Internacional del Treball, article 7. El govern municipal va demanar aquesta consulta el 2007.